# Kırıkhan
Kırıkhan ist eine Stadtgemeinde (Belediye) im gleichnamigen Ilçe (Landkreis) der Provinz Hatay in der türkischen Mittelmeerregion und gleichzeitig ein Stadtbezirk der 2012 gebildeten Büyükşehir Belediyesi Hatay (Großstadtgemeinde/Metropolprovinz). Kırıkhan ist seit der Gebietsreform ab 2013 flächen- und einwohnermäßig identisch mit dem Landkreis.

## Geografie
Der Kreis/Stadtbezirk liegt im östlichen Zentrum der Provinz/Büyükşehir und grenzt im Osten an das syrische Gouvernement Aleppo. Intern wird Kırıkhan von Hassa, İskenderun, Belen und Kumlu begrenzt. Der flächenmäßig größte Kreis rangiert auf Platz 6 des Bevölkerungsrankings. Die Bevölkerungsdichte erreicht nur die reichliche Hälfte des Provinzdurchschnitts (von 300 Einw. je km²).

## Verwaltung
(Bis) Ende 2012 bestand der 1939 gegründete Landkreis (Gesetz Nr. 371) neben der Kreisstadt aus der Belediye (Stadtgemeinde) Kurtlusoğuksu sowie 56 Dörfern (Köy) in zwei Bucaks, die während der Verwaltungsreform 2014 in Mahalle (Stadtviertel/Ortsteile) überführt wurden. Die 16 bestehenden Mahalle der Kreisstadt blieben erhalten, während die drei Mahalle von Kurtlusoğuksu zu einem Mahalle zusammengefasst wurden. Durch Herabstufung dieser Belediye und der Dörfer zu Mahalle stieg deren Anzahl auf 73. Ihnen steht ein Muhtar als oberster Beamter vor.
Ende 2020 lebten durchschnittlich 1.631 Menschen in jedem Mahalle, 18.197 Einw. im bevölkerungsreichsten (Cumhuriyet Mah.) gefolgt von Mimar Sinan Mah. (14.885 Einw.).

## Bevölkerung
Die linke Tabelle zeigt die Ergebnisse der Volkszählungen, die E-Books der Originaldokumente entnommen wurden. Diese können nach Suchdateneingabe von der Bibliotheksseite des TÜIK heruntergeladen werden.
Die rechte Tabelle zeigt die Bevölkerungsfortschreibung des Kreises/Stadtbezirks Kırıkhan und den ländlichen Bevölkerungsanteil (in Prozent). Die Daten wurden durch Abfrage über das MEDAS-System des Türkischen Statistikinstituts TÜIK nach Auswahl des Jahres und der Region ermittelt.
| Volkszählung | Volkszählung             | Volkszählung               | Volkszählung             |
| Jahr         | 00Kreisbe-00 völkerung00 | 00städt. Be-00 völkerung00 | ländlicher Anteil (in %) |
| ------------ | ------------------------ | -------------------------- | ------------------------ |
| 1940         | 20.524                   | 7.133                      | 65,25                    |
| 1945         | 17.916                   | 3.690                      | 79,40                    |
| 1950         | 26.245                   | 6.082                      | 76,83                    |
| 1955         | 29.684                   | 9.510                      | 67,60                    |
| 1960         | 37.878                   | 15.219                     | 59,82                    |
| 1965         | 52.292                   | 23.405                     | 55,24                    |
| 1970         | 59.100                   | 31.046                     | 47,47                    |
| 1975         | 68.260                   | 38.118                     | 44,16                    |
| 1980         | 84.417                   | 49.891                     | 40,90                    |
| 1985         | 86.560                   | 52.780                     | 39,02                    |
| 1990         | 103.075                  | 68.601                     | 33,45                    |
| 2000         | 98.530                   | 63.615                     | 35,44                    |

| Bevölkerungsfortschreibung | Bevölkerungsfortschreibung | Bevölkerungsfortschreibung | Bevölkerungsfortschreibung |
| Jahr                       | 00Kreisbe-00 völkerung00   | 00Kreisstadt00             | ländlicher Anteil (in %)   |
| -------------------------- | -------------------------- | -------------------------- | -------------------------- |
| 2007                       | 99.866                     | 70.543                     | 29,36                      |
| 2008                       | 102.424                    | 68.212                     | 33,40                      |
| 2009                       | 103.092                    | 69.285                     | 32,79                      |
| 2010                       | 103.922                    | 71.580                     | 31,12                      |
| 2011                       | 104.779                    | 72.888                     | 30,44                      |
| 2012                       | 106.452                    | 74.717                     | 29,81                      |
| 2013                       | 107.049                    | 107.049                    | kein ländl. Anteil mehr    |
| 2014                       | 107.994                    | 107.994                    | kein ländl. Anteil mehr    |
| 2015                       | 108.918                    | 108.918                    | kein ländl. Anteil mehr    |
| 2016                       | 111.269                    | 111.269                    | kein ländl. Anteil mehr    |
| 2017                       | 113.096                    | 113.096                    | kein ländl. Anteil mehr    |
| 2018                       | 115.196                    | 115.196                    | kein ländl. Anteil mehr    |
| 2019                       | 116.876                    | 116.876                    | kein ländl. Anteil mehr    |
| 2020                       | 119.028                    | 119.028                    | kein ländl. Anteil mehr    |